# Мацієвич Василь Антонович
Васи́ль Анто́нович Маціє́вич (13 квітня 1913 — 10 вересня 1981) — радянський військовий льотчик часів Другої світової війни, командир ескадрильї 26-го винищувального авіаційного полку (7-й винищувальний авіаційний корпус військ ППО країни), капітан. Герой Радянського Союзу (1943).

## Біографія
Народився 13 квітня 1913 року в селі Піщаний Брід, нині Добровеличківський район Кіровоградської області в сім'ї робітника. Українець. Залишившись сиротою, з 1919 року виховувався в дитячому будинку комуни імені В. І. Леніна в Зінов'євську (тепер Кропивницький). У 1927—1930 роках навчався у школі ФЗУ, працював слюсарем-інструментальником на машинобудівному заводі «Червона зірка». Закінчив 2 курси Ленінградського морського технікуму Радторгфлоту. Член ВКП(б) з 1932 року.
До лав РСЧА призваний 1933 року. У 1936 році закінчив Оренбурзьку військову авіаційну школу льотчиків, рік потому — курси удосконалення командного складу.
Брав участь у приєднанні до СРСР Західної України й Західної Білорусі 1939 року та у радянсько-фінській війни 1939—1940 років.
Учасник німецько-радянської війни з червня 1941 року. Восени 1941 року військовий комісар ескадрильї 26-го винищувального авіаційного полку старший лейтенант В. А. Мацієвич на винищувачу І-16 брав участь в перехопленні німецьких літаків під час нічних нальотів на Ленінград. З 1 грудня 1941 року — командир ескадрильї того ж полку.
До 1 червня 1942 року капітан В. А. Мацієвич здійснив 196 бойових вильотів (138 вдень і 58 вночі), у 44 повітряних боях збив особисто 5 літаків супротивника. Під час штурмування військових об'єктів ворога, знищив один залізничний ешелон, 5 артилерійських батарей, до 10 автомашин, мінометна батарея, додавлено 3 зенітних точки супротивника.
У червні 1943 року майор В. А. Мацієвич призначений командиром 26-го гвардійського винищувального авіаційного полку 2-го гвардійського винищувального авіаційного корпусу Ленінградського фронту ППО.
Всього за роки війни здійснив 215 бойових вильотів, провів близько 50 повітряних боїв, збив 5 літаків противника особисто і 2 у складі групи.
Після закінчення війни продовжив військову службу у ВПС СРСР. У 1956 році закінчив Військову академію Генерального штабу. З 1964 року гвардії полковник В. А. Мацієвич — у запасі.
Жив у Ленінграді. До 1977 року працював інспектором Ленінградського управління цивільної авіації. Помер 10 вересня 1981 року. Похований на Ново-Волковському цвинтарі.

## Нагороди
Указом Президії Верховної Ради СРСР від 14 лютого 1943 року за зразкове виконання бойових завдань командування на фронті боротьби з німецькими загарбниками та виявлені при цьому відвагу і героїзм, капітану Мацієвичу Василю Антоновичу присвоєне звання Героя Радянського Союзу з врученням ордена Леніна і медалі «Золота Зірка» (№ 560).
Також був нагороджений двома орденами Червоного Прапора (1940,), орденами Олександра Невського (02.07.1944), Вітчизняної війни 1-го ступеня (21.02.1944), двома орденами Червоної Зірки (26.02.1942,) і медалями.